# 厦门市第九中学
厦门市第九中学（簡稱厦门九中），位于中国福建省厦门市思明区厦禾路848号，是一所建立于1973年的普通完全中学，现任校长为洪秋和。

## 學校文化

### 校训
勤奋 自强 求实 创新

## 重要人物

### 歷任校長
- 苏震川 1973-1978年
- 苏珍辉 1981-1985年
- 陈加元 1985-1989年
- 杨炳炎 1989-1994年
- 洪锡龄 1994-2006年
- 洪秋和 2007年-至今

## 学校成就
- 2003年 福建省级先进教工之家[3]
- 2003年 厦门市先进基层党组织